# ウィンチェルシー
ウィンチェルシー (Winchelsea) は、イングランドの歴史的カウンティであるサセックスにおいて、非都市カウンティのイースト・サセックスにある小さな町である。ハイ・ウィールド (High Weald) とロムニー・マーシュ (Romney Marsh) の間に位置し、およそライの南西3.2キロメートル (2.0 mi)、ヘイスティングスの北東11.2キロメートル (7.0 mi) にある。この町は、オールド・ウィンチェルシー (Old Winchelsea) として知られるかつて海の浸食により失われた同名の町に代わり、1288年に創られた中世の町の上に建設されている。町はイックルシャム行政教区の一部となる。町はイングランドで最も小さな町であるともいわれる。

## オールド・ウィンチェルシー
オールド・ウィンチェルシーは、ブリード川、ロザー川、ティリンガム川の河口の合流点に囲まれた大規模な礫質堤防上にあり、キャンバー (Camber) と呼ばれる錨地を備えていた。そのかつての町は、1130年に Winceleseia 、1321年に Old Wynchchelse として記録されている。
1066年のノルマン・コンクェスト（ノルマンの征服）後、ウィンチェルシーは海峡横断貿易（特にロンドンの貨物集散地〈Entrepôt〉としての役割）および海軍基地として非常に重要であった。13世紀にはガスコーニュからのワイン貿易で有名になった。当時はおよそ700軒の家屋、50軒の宿屋や酒場があり、3000-5000人の住民がいたと考えられる。
1280年以前、大規模な1287年の洪水により完全に破壊されるまで、浸水により町の多くが破壊されていた。この地域は今日キャンバー・サンズが覆うともいわれる。

## 「新」ウィンチェルシー

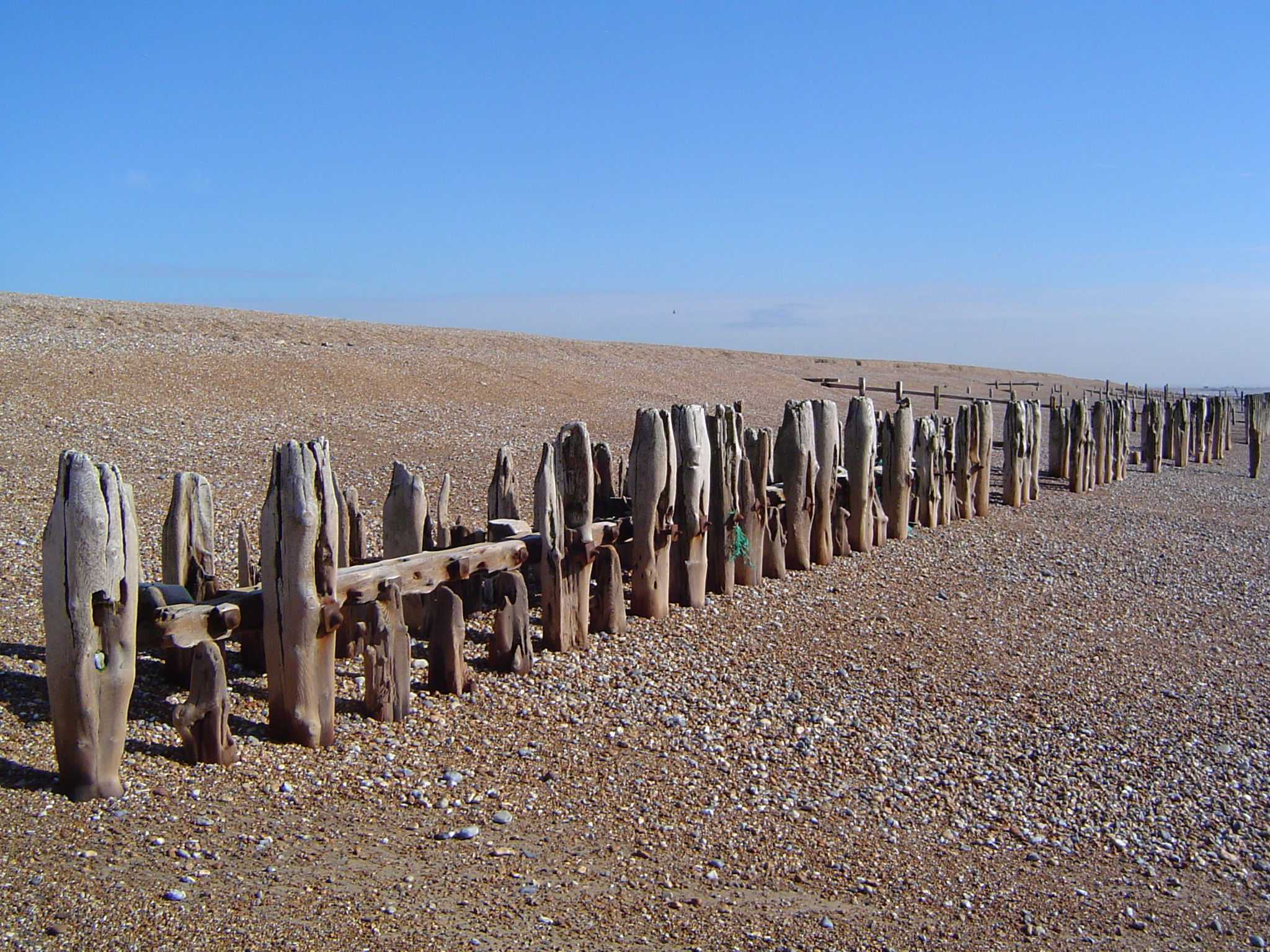
近郊の防波堤跡

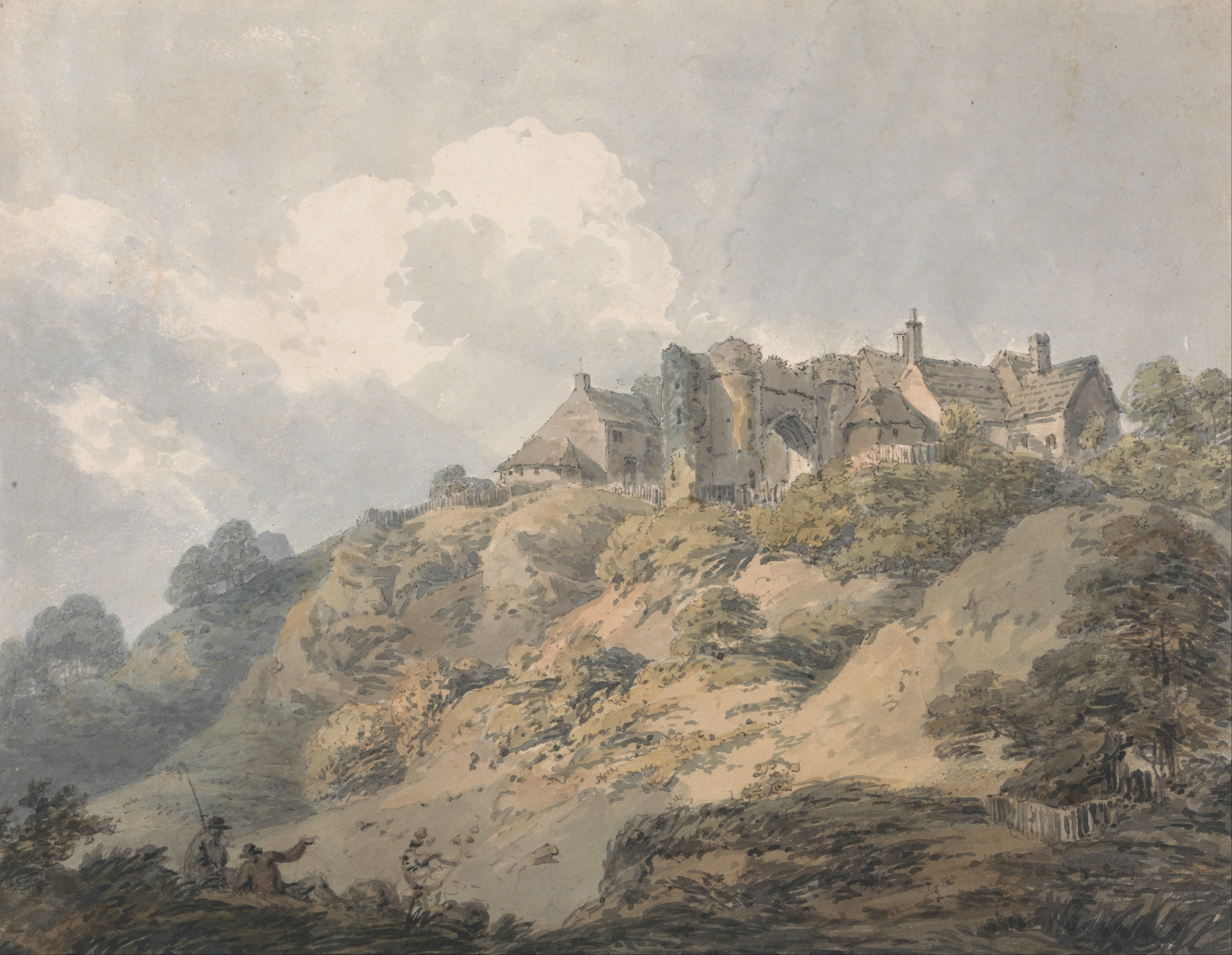
ウィンチェルシーの風景
（1795年頃、トマス・ガーティン作）

今日のウィンチェルシーは、1292年にかけて旧市街の住民が現在の場所に移り住んだことによる。1281年に王エドワード1世は、そこに方格設計に基づいて計画された町を建設するよう命じた。その町の計画者は Henry le Waleys と Thomas Alard と記録されている。新しい町は、オールド・ウィンチェルシーよりかつての町の称号を継承し、ライおよび5か所の主要な港町と同じくシンク・ポーツの加盟を維持した。
町にはブリード川に潮汐影響港があり、そこは14世紀中頃まで栄えた。その後、15世紀までの百年戦争中にフランスやスペインの襲撃を受け、それにペスト（黒死病）にも襲われた。1350年、ウィンチェルシーの海戦が付近で起こった。1360年には、4年前のポワティエの戦いで捕らえられたフランスの王ジョン2世を取り戻そうとして失敗したフランスの遠征軍により町は略奪され焼き払われた。繁栄が続いた町も1520年代までに規模は縮小し、最終的に港の沈泥化がその営みを破壊した。
16世紀初頭にキャンバー城がヘンリー8世により、ウィンチェルシーとライの中ほどのキャンバーに通じる要路を警護するために構築された。その建造に使われた多くの石材は、グレーフライアーズのフランシスコ修道院の解体より採取されたとも考えられる。

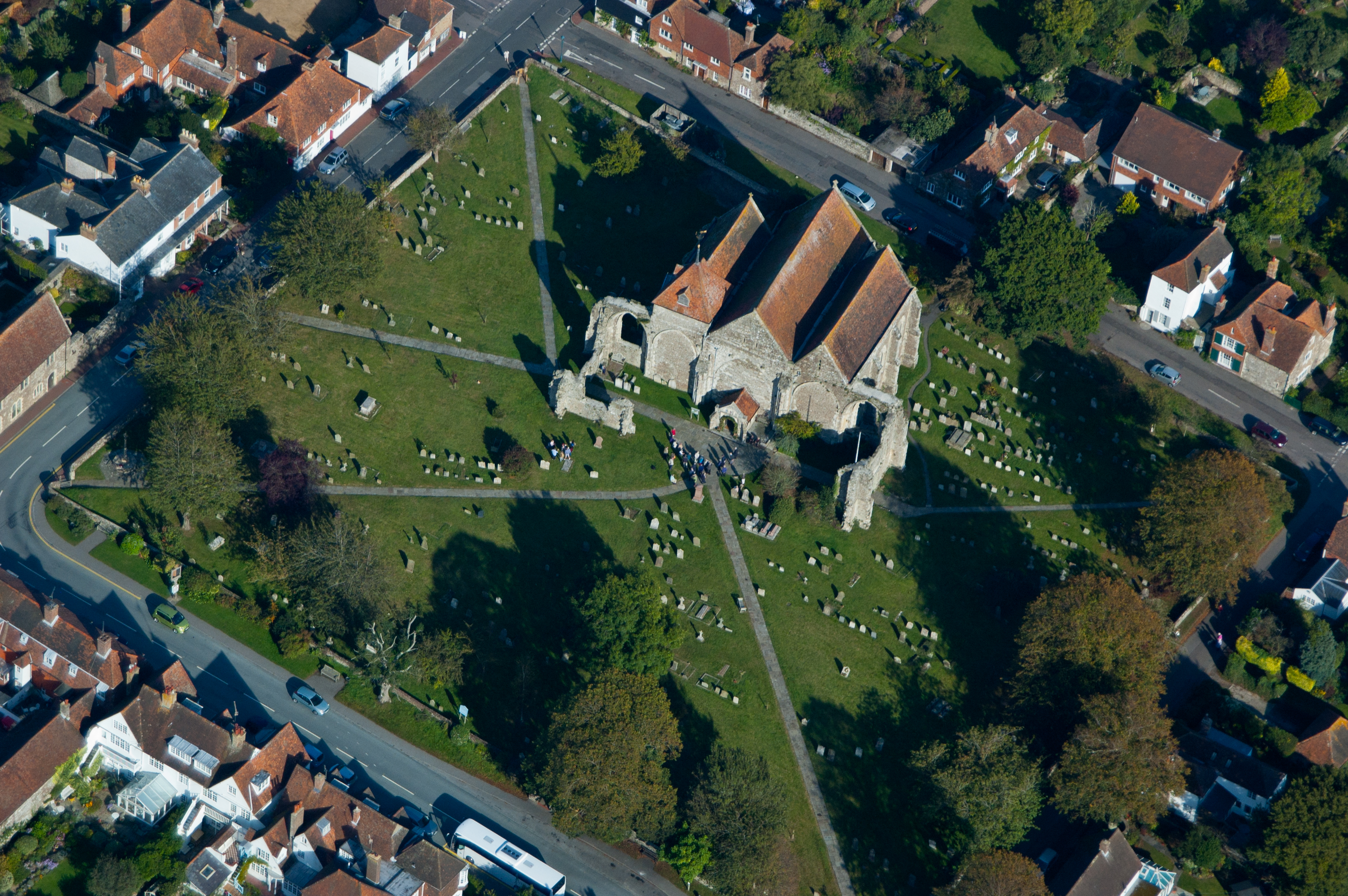
聖トマス教区教会（航空写真）

ウィンチェルシーは、広大な湿地の空間に囲まれた丘陵上に中世の状態を保持し、当初に計画された町の配置および中世の大規模なワインセラーがある。ウィンチェルシーはギュイエンヌやガスコーニュとのワイン貿易に大きく関わっていた。町にある広大なワインセラーは、今も公開の際に見学することができる。また、4か所の市門 (town gate) のうちの3基ならびに殉教者トマス・ベケットに捧げられた教区教会など、かつての建造物のいくつかを維持している。もう1つの教会として聖レオナルド教会が、後の1987年の大暴風で吹き倒された風車（聖レオナルドの風車）の場所にあった。13-14世紀のかつての要塞の一部として、ストランド・ゲート (Strand Gate)、パイプウェル・ゲート (Pipewell Gate 〈Ferry Gate〉)などが見られる。また、ニュー・ゲート (New Gate)が現在の町の郊外約800メートル（半マイル）余りの場所にあり、ウィンチェルシー新市街の当初の設計規模を推し量ることができる。

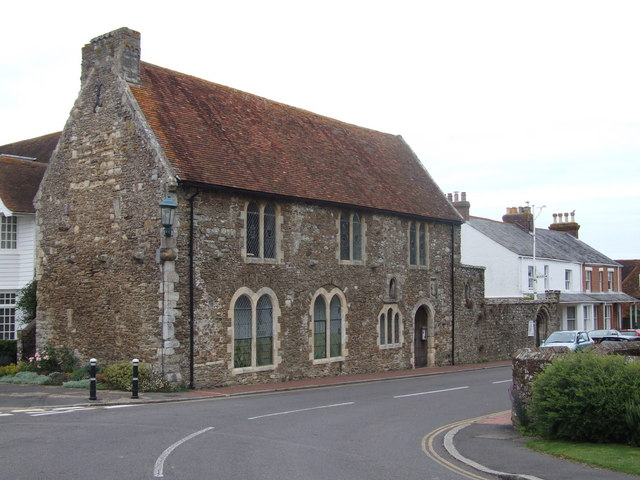
コートホール（博物館）

聖トマス教会の墓地の向こう側にはウィンチェルシーの最も古い建物の1つであり、かつて下の1階が留置場であったコートホール（Court Hall 〈裁判所〉）がある。2階は今日、博物館としてウィンチェルシーおよび自治体の歴史的史料など多数展示される。近くにある町の井戸は、丘陵に水を汲み上げるため1851年に掘られたもので、深さ40メートル (130 ft) とされる。
ウィンチェルシーは南岸の主要道路 (A259) 沿いにあり、ストランド・ヒル (Strand Hill) の麓には、かつて町の救貧院（ワークハウス）でもあったストランド・ハウスがある。

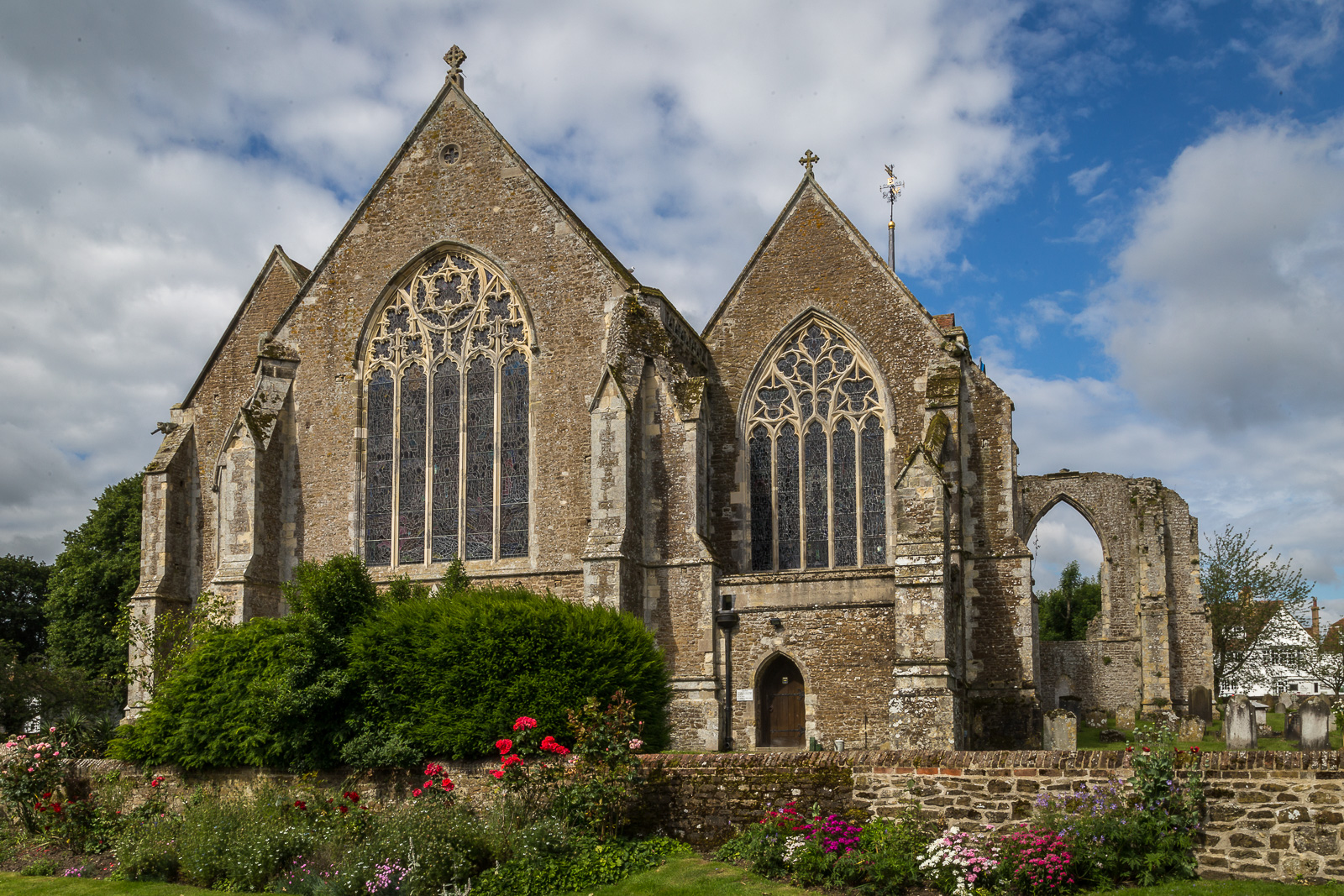
聖トマス教会（東側）
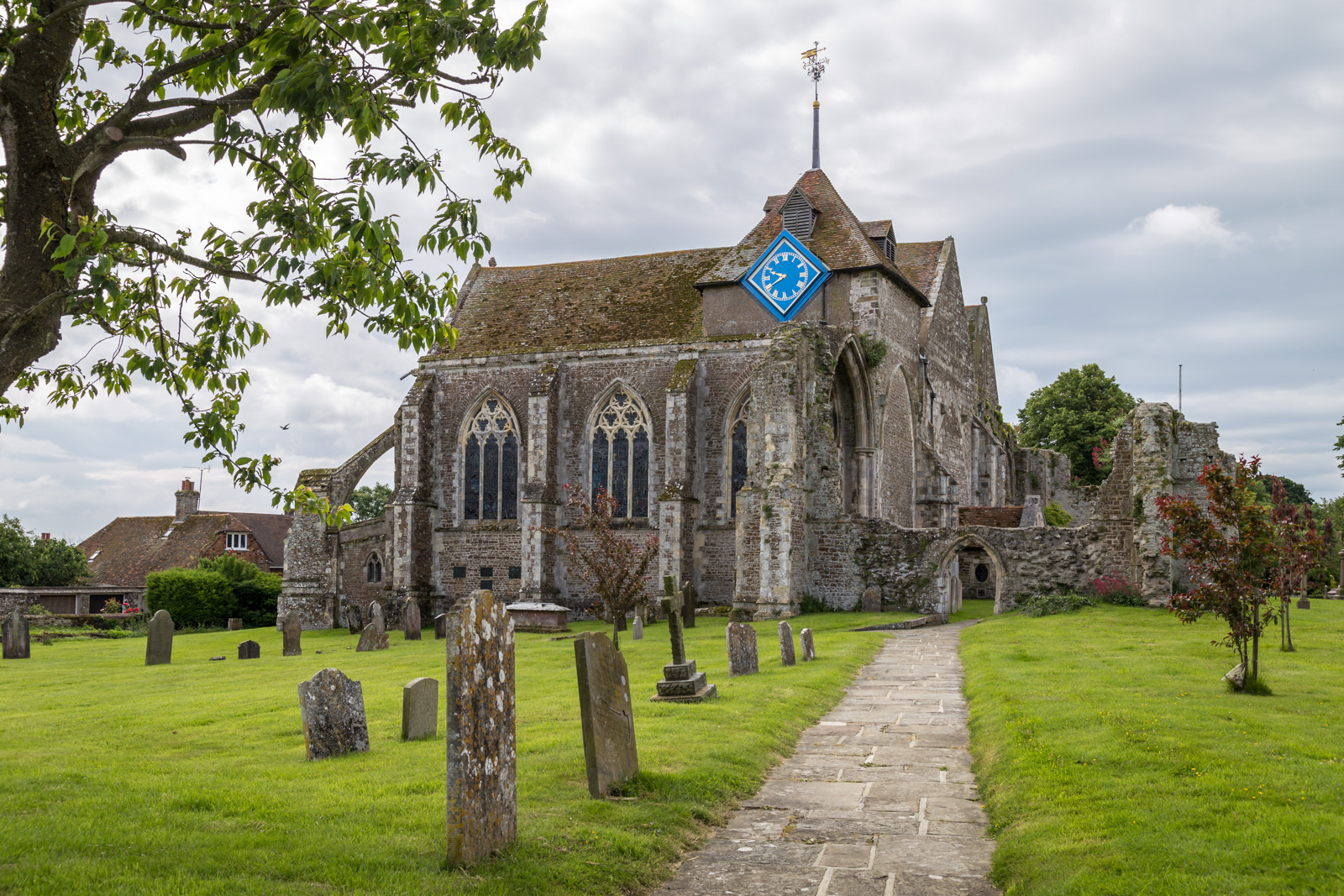
聖トマス教会（北側）
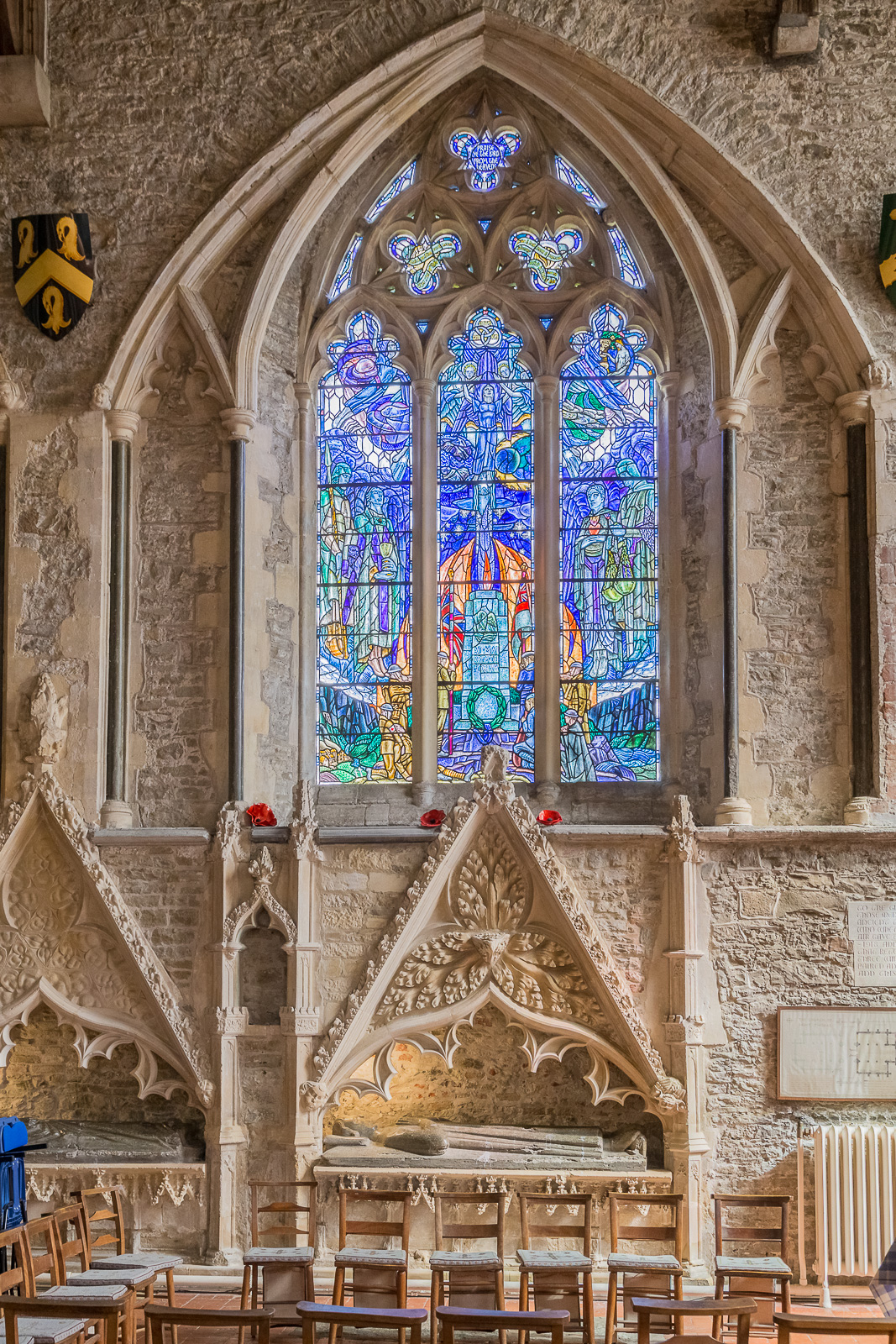
聖トマス教会内ステンドグラスの1つ

## 鉄道
ウィンチェルシー駅がブリード渓谷 (Brede valley) の北1.2キロメートル (0.75 mi) に位置し、ケントのアシュフォードとブライトンを結ぶ「マーシュリンク線」の列車が2時間毎にある。